# غرويس
غرويس هي قرية في مقاطعة سردشت، إيران. يقدر عدد سكانها بـ 62 نسمة بحسب إحصاء 2016.